# Церковь Параскевы Пятницы (Пятница)
Церковь Параскевы Пятницы Великомученицы — утраченный православный храм в селе Пятница Шатурского района Московской области.

## История
В писцовых книгах Владимирского уезда 1637—1648 годов упоминается погост в Терлеме с деревянной церковью Святой Мученицы Параскевы Пятницы.
В 1753 году вместо сгоревшей деревянной Пятницкой церкви была построена новая деревянная церковь с прежним наименованием. В 1807 году в ней был возобновлен иконостас, в 1839 году все иконы были написаны заново, а в 1886 году церковь была украшена внутри стенным писанием.
В 1869 году была построена каменная церковь Успения Пресвятой Богородицы с Пятницким приделом и освящена 20 сентября 1870 года.
По данным 1890 года в состав прихода, кроме села, входили деревни: Перхурово, Тельма, Муравлевская, Савинская, Филинская, и Кулаковка
В 1930-х годах обе церкви были закрыты, а в середине XX века разобраны.